# Ogilvie
Ogilvie é uma cidade localizada no estado americano de Minnesota, no Condado de Kanabec.

## Demografia
Segundo o censo americano de 2000, a sua população era de 474 habitantes.
Em 2006, foi estimada uma população de 478, um aumento de 4 (0.8%).

## Geografia
De acordo com o United States Census Bureau tem uma área de
2,4 km², dos quais 2,4 km² cobertos por terra e 0,0 km² cobertos por água. Ogilvie localiza-se a aproximadamente 320 m acima do nível do mar.

## Localidades na vizinhança
O diagrama seguinte representa as localidades num raio de 24 km ao redor de Ogilvie.